# Purpurblad
Purpurblad (Tradescantia pallida) är en himmelsblomsväxtart som först beskrevs av Joseph Nelson Rose, och fick sitt nu gällande namn av David Richard Hunt. Tradescantia pallida ingår i tremastarblomssläktet som ingår i familjen himmelsblommeväxter. Inga underarter finns listade.

## Bildgalleri

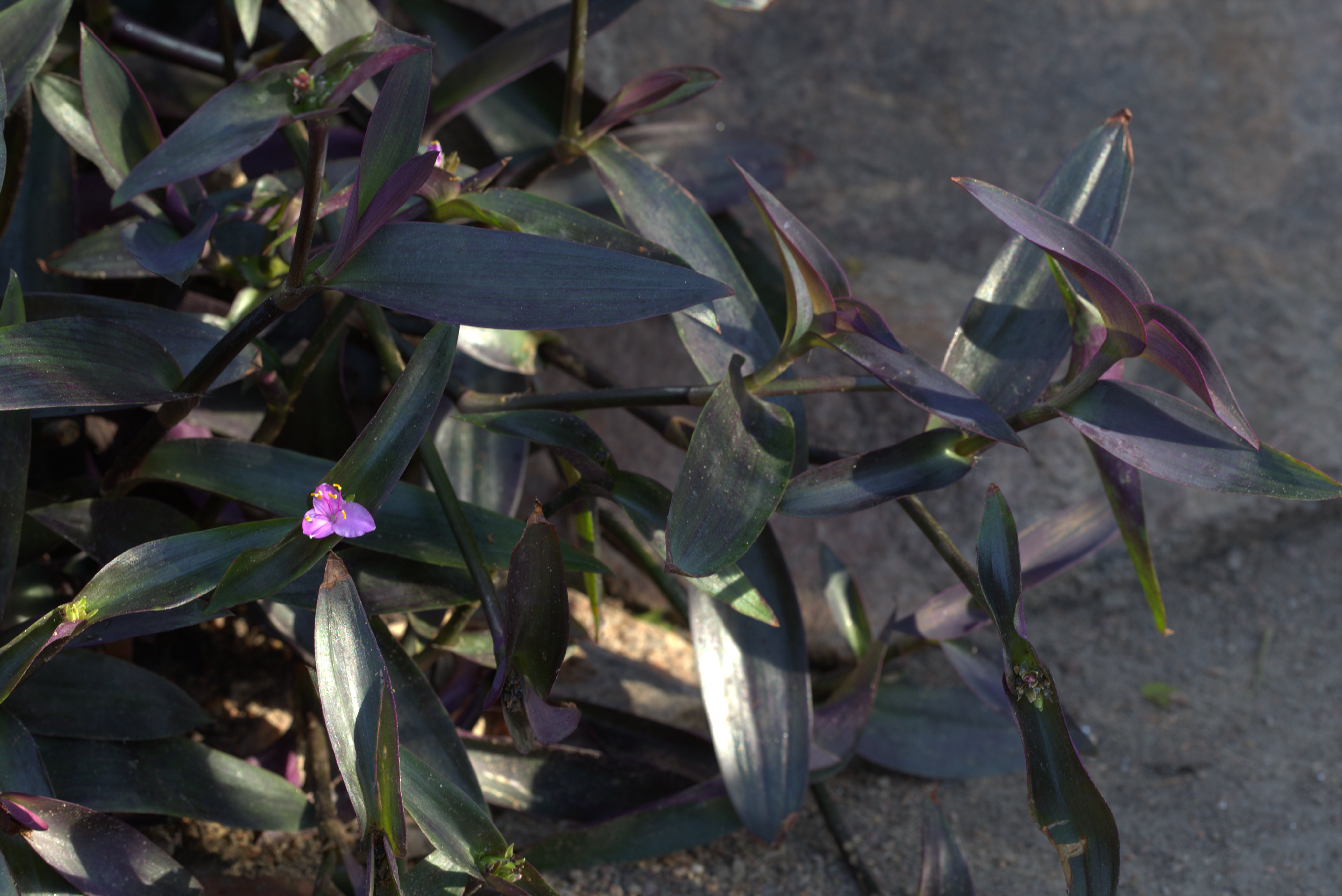
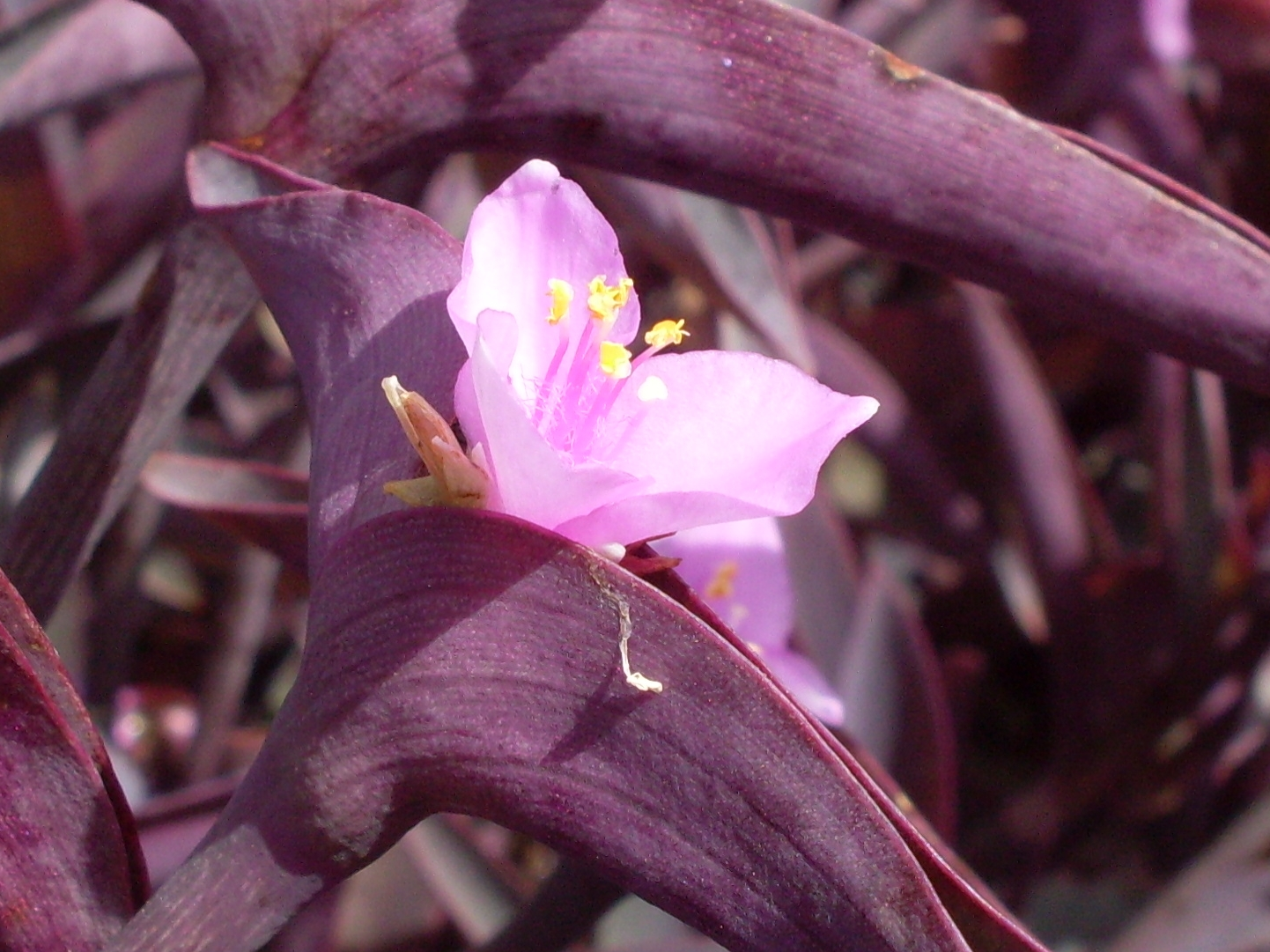